# Íncube (pel·lícula)
Íncube (títol original en anglès: Incubus o The Incubus) és una pel·lícula canadenca realitzat per John Hough, estrenada l'any 1982. Aquesta pel·lícula ha estat doblada al català.

## Argument
La història té lloc en la petita comunitat de Galen. Sam Cordell, un metge, i el xèrif Hank Walden bruscament han d'enfrontar-se a una sèrie de violacions estranyes en les quals totes les dones han mort d'un traumatisme violent patit en el curs dels atacs. Un jove (McIntosh) té malsons on veu aquests atacs i tem poder ser sense voler responsable d'aquestes morts. Però l'horrible veritat és que un íncube, un dimoni sexual, agafa les dones i està a punt d'anar a la ciutat.

## Repartiment
- John Cassavetes: Dr. Sam Cordell
- John Ireland: Hank Walden
- Kerrie Keane: Laura Kincaid
- Erin Noble: Jenny Cordell
- Helen Hughes: Agatha Galen
- Duncan McIntosh: Tim Galen
- Harvey Atkin: Joe Prescott
- Harry Ditson: El tinent Drivas
- Mitch Martin: Mandy Pullman
- Matt Birmà: Roy Seeley